# سلطان‌کند، اسماعیل‌لی
سلطان‌کند (به ترکی آذربایجانی: Soltankənd) یک منطقهٔ مسکونی در جمهوری آذربایجان است که در شهرستان اسماعیللی واقع شده‌است. سلطان‌کند ۵۳۴ نفر جمعیت دارد.